# Volo Ameristar Jet Charter 9363
Il volo Ameristar Jet Charter 9363 era un collegamento charter dall'aeroporto Willow Run di Ypsilanti, Michigan, all'aeroporto Internazionale Dulles di Dulles, Virginia, che l'8 marzo 2017 uscì di pista durante il decollo a causa di un guasto agli equilibratori; il McDonnell Douglas MD-83 che operava il volo subì gravi danni ma si registrò un solo ferito e nessuna vittima tra i 116 a bordo.

## L'aereo
Il velivolo coinvolto era un McDonnell Douglas MD-83 (DC-9-83), immatricolato N786TW, numero di serie del costruttore (MSN) 53123, numero di linea 1987. Costruito all'aeroporto di Long Beach, era stato consegnato per la prima volta ad Avianca il 14 aprile 1992 in leasing da GECAS con registrazione irlandese EI-CEQ. Tra il 2005 e il 2006 era stato chiamato Ciudad de Leticia. Nel dicembre 2007 era stato dipinto con la livrea speciale Juan Valdez. Era stato registrato in Colombia come HK-4589X il 26 marzo 2010. È stato acquistato da Ameristar il 17 dicembre 2010, registrato negli Stati Uniti come N768TW. Nell'incidente è stato danneggiato in modo irreparabile e demolito all'età di 25 anni.

## L'incidente
L'aereo era stato noleggiato per trasportare la squadra di basket maschile dei Michigan Wolverines al torneo Big Ten di Washington, D.C. per la partita del giorno successivo contro gli Illinois Fighting Illini. Prima del tentativo di volo, l'aereo era rimasto parcheggiato all'aeroporto di Willow Run dopo essere arrivato la mattina presto del 6 marzo al termine di un volo dall'aeroporto di Lincoln a Lincoln, Nebraska, durante il quale non erano state segnalate anomalie nei controlli di volo.
Più di due ore e mezza prima dell'incidente, la torre di controllo del traffico aereo dell'aeroporto di Willow Run era stata evacuata a causa dei forti venti, che avevano anche causato un'interruzione di corrente che aveva reso inoperativa la maggior parte della strumentazione meteorologica del sistema automatico di osservazione della superficie dell'aeroporto. Di conseguenza, l'equipaggio del volo 9363 aveva ottenuto informazioni meteorologiche da fonti alternative, contattando il personale operativo della compagnia per impostare la temperatura, chiamando l'aeroporto metropolitano di Detroit con il cellulare di uno dei piloti per ottenere le informazioni meteorologiche aggiornate su quest'ultimo aeroporto e utilizzando un orologio a vento per determinare la direzione predominante del vento (e, di conseguenza, la pista migliore da utilizzare per il decollo).
Il volo è rullato senza problemi (a parte un ritardo nella compilazione e nell'attivazione di un piano di volo, dovuto in parte all'interruzione di corrente a Willow Run) verso la pista 23L e, alle 14:51:12 EST, con l'equipaggio che aveva terminato tutti i controlli pre-volo e ottenuto l'autorizzazione al decollo dal Metropolitan di Detroit (ancora una volta via cellulare), il pilota ai comandi ha dato ordine al comandante di iniziare la corsa. Il decollo è stato normale fino alla velocità di rotazione (VR), a 150 nodi (280 km/h) di velocità indicata (KIAS). A VR, quando il comandante ha tirato indietro la barra di comando per far ruotare l'aeromobile, questi non ha risposto, anche dopo che il comandante ha applicato un'ulteriore forza all'indietro alla barra. Giudicando l'aereo non in grado di prendere il volo, il comandante ha abortito la corsa, applicando immediatamente la massima frenata seguita dall'attivazione degli spoiler e degli inversori di spinta. Tuttavia, a questo punto, l'aeromobile aveva accelerato fino a 173 nodi (320 km/h), oltre 30 nodi (56 km/h) al di sopra della velocità di decisione (V1), e si stava muovendo troppo velocemente per fermarsi nella distanza rimanente; è quindi uscito dalla fine della pista e ha attraversato l'area erbosa di sicurezza (RSA) prima di colpire la pavimentazione rialzata di una strada di accesso lungo il perimetro dell'aeroporto. Nell'impatto con la pavimentazione stradale, il carrello d'atterraggio dell'aeromobile ha ceduto e l'aeromobile è scivolato sulla fusoliera oltre la strada e un fosso (causando danni sostanziali), fermandosi con l'impennaggio sulla strada e il muso in un campo erboso sul lato opposto. È seguita un'evacuazione ordinata e rapida, con un solo ferito (relativamente lieve).

## Le indagini
L'NTSB ha pubblicato il rapporto finale il 14 febbraio 2019. Ha concluso che la probabile causa dell'incidente era stata la condizione di inceppamento dell'equilibratore destro dell'aereo, dovuta all'esposizione al vento dinamico mentre l'aereo era parcheggiato e che ha reso lo stesso incapace di ruotare durante il decollo. A contribuire all'incidente sono stati (1) l'effetto di una struttura di grandi dimensioni sulle raffiche di vento superficiale nel luogo in cui l'aereo era parcheggiato, che ha portato a carichi di raffica turbolenti sull'equilibratore destro tali da incepparlo, anche se la velocità del vento orizzontale di superficie era inferiore al limite del progetto di certificazione e ai criteri di ispezione di manutenzione per l'aereo, e (2) la mancanza di un mezzo che permettesse all'equipaggio di volo di rilevare il bloccaggio di un equilibratore durante i controlli pre-volo dell'aereo. A contribuire alla sopravvivenza dell'incidente è stata la decisione tempestiva e appropriata del comandante di abortire il decollo.